# Anthony Sedlak
Anthony Sedlak (12 avril 1983 - 6 juillet 2012) est un chef cuisinier canadien. Il était connu pour animer l'émission The Main sur le Food Network Canadien.

## Biographie
Il naît à Prince George, en Colombie-Britannique, le 12 avril 1983, mais grandit au nord de Vancouver. Désireux de travailler dans le domaine de la restauration, il débute en cuisine dès l'âge de 14 ans. Pendant quatre ans, il suit une formation au Culinary College de Vancouver avant de s'envoler pour Londres, où il travaille à La Trompette, un restaurant étoilé Michelin.
En 2006, fort de l'expérience acquise au cours de son apprentissage, Anthony Sedlak, âgé de 23 ans, s'illustre en remportant une médaille d'argent pour le World Junior Chef Challenge d'Auckland, en Nouvelle-Zélande, où il représente le Canada,. La même année, il remporte le concours Superstar Chef Challenge de la chaîne de télévision The Food Network, où, devenu célèbre, il anime l'émission The Main dont la première saison débute le 1er octobre 2007. En tout, Anthony Sedlak animera quatre saisons de l'émission et publiera quelque temps après un best-seller de cuisine également intitulé The Main,. Il est aussi l'un des juges de l'émission Family Cook Off.
Il est nommé chef cuisinier du restaurant The Corner Suite Bistro De Luxe à Vancouver dont l'ouverture était attendue en novembre 2009. Début 2012, il co-ouvre le restaurant The American Cheesesteak Co. dans la même ville.
Le 6 juillet 2012, il est retrouvé mort dans son appartement au nord de Vancouver; le rapport du médecin légiste conclut au suicide par absorption de drogues. Il était âgé de 29 ans.